# Odontopera homales
Odontopera homales là một loài bướm đêm trong họ Geometridae.